# Aziza Brahim

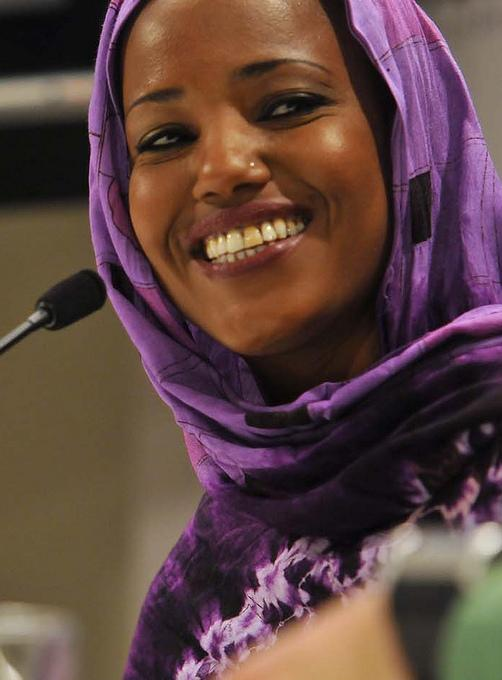
Aziza Brahim 2012.

Aziza Brahim, född 9 juli 1976 i ett flyktingläger i Tindouf, Algeriet, är en västsaharisk sångare och skådespelare. 
Hon föddes i ett sahrawiskt flyktingläger, dit hennes mamma flytt. Hennes artistskap är starkt präglat av västsahariernas erfarenheter, och några av hennes sångtexter baseras på mormoderns dikter, som hon fick höra i flyktinglägret. Sedan 2000 är hon bosatt i Spanien.
Hon har gett ut två fullängdsalbum.

## Diskografi
- 2008 - Mi Canto (EP)
- 2011 – Wilaya
- 2012 - Mabruk
- 2014 - Soutak
- 2016 – Abbar el Hamada
- 2019 – Sahari
- 2024 – Mawja